# Herman Ulrich Huguenin
Herman Ulrich Huguenin (Wolvega, 23 november 1808 - Groningen, 7 oktober 1873) was een Fries rechter en enige tijd lid van de Tweede Kamer.
Herman Ulrich Huguenin was een zoon van de militair en maire van Sonnega Jan Thomas Ferdinand Huguenin en Lambertina Henriëtte Huber. Hij studeerde aan het Atheneum te Franeker (1827-1830) en vervolgens Romeins en hedendaags recht aan de Hogeschool te Groningen, waar hij in 1830 promoveerde op dissertatie. In 1831 nam hij deel aan de Tiendaagse Veldtocht en van 1833 tot 1838 werkte hij als advocaat in Heerenveen. In 1838 werd hij benoemd tot rechter bij de Arrondissementsrechtbank in Sneek. In 1840 trouwde hij te Sneek met Sytske Meijer, met wie hij een zoon en een dochter kreeg.
Vanaf oktober 1850 was hij voor het kiesdistrict Sneek lid van de Tweede Kamer der Staten-Generaal. Hij verloor zijn zetel in april 1853 na de Aprilbeweging, maar keerde in 1854 nog voor ruim een jaar terug in de Tweede Kamer. In 1855 moest hij herbevestigd worden na zijn benoeming tot schoolopzichter, maar hij werd niet gerkozen. In de Tweede Kamer stelde hij zich als pragmatisch liberaal op, en sprak hij vooral over justitiële onderwerpen.
In 1860 stond Huguenin als vijfde op de aanbevelingslijst voor benoeming als raadsheer in de Hoge Raad der Nederlanden. De Tweede Kamer plaatste hem echter als eerste op de voordracht, en hij werd in mei 1860 benoemd tot raadsheer. Hij overleed in 1873.